# Christopher Bailey (velocista)
Christopher Bailey (Atlanta, 29 de maio de 2000) é um velocista norte-americano, campeão olímpico no revezamento 4x400 metros.
Em Paris 2024 conquistou a medalha de ouro olímpica ao lado de Bryce Deadmon, Vernon Norwood e Rai Benjamin.